# Clorinitat
Clorinitat es defineix com la quantitat total de grams de clor continguda en un quilogram d'aigua del mar, admetent que el iode i el brom han estat substituïts pel clor. Aquesta clorinitat així definida és més senzilla de determinar per anàlisi química i permet calcular la salinitat fins amb una precisió de dues centèsimes de gram. La relació entre la clorinitat i la salinitat s'ha establert per als diferents mars i s'han elaborat les taules corresponents basades en les Taules hidrogràfiques de Knudsen que permeten passar ràpidament de la clorinitat a la salinitat, calculant únicament la clorinitat i sumant-li una quantitat que ha estat determinada per la Comissió Internacional.